# Pont penjant

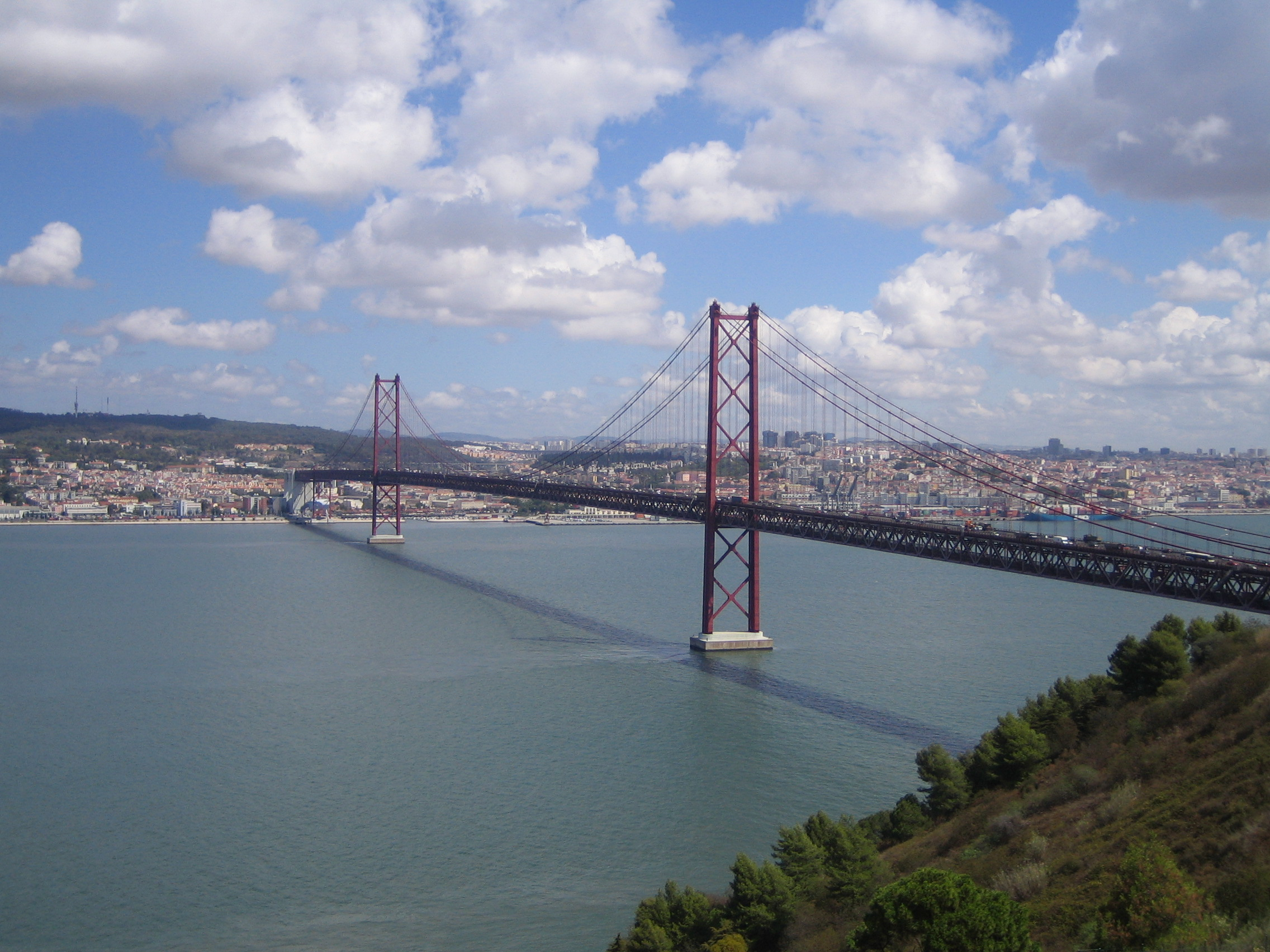
Pont 25 d'abril a Lisboa

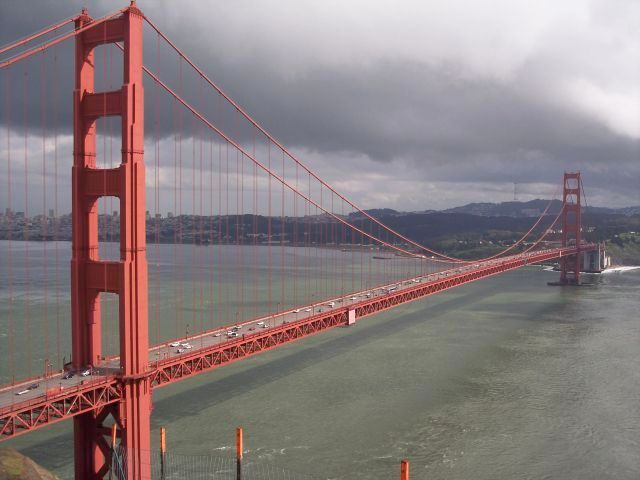
Golden Gate Bridge, un dels més famosos, i rècord de llum central durant molts anys

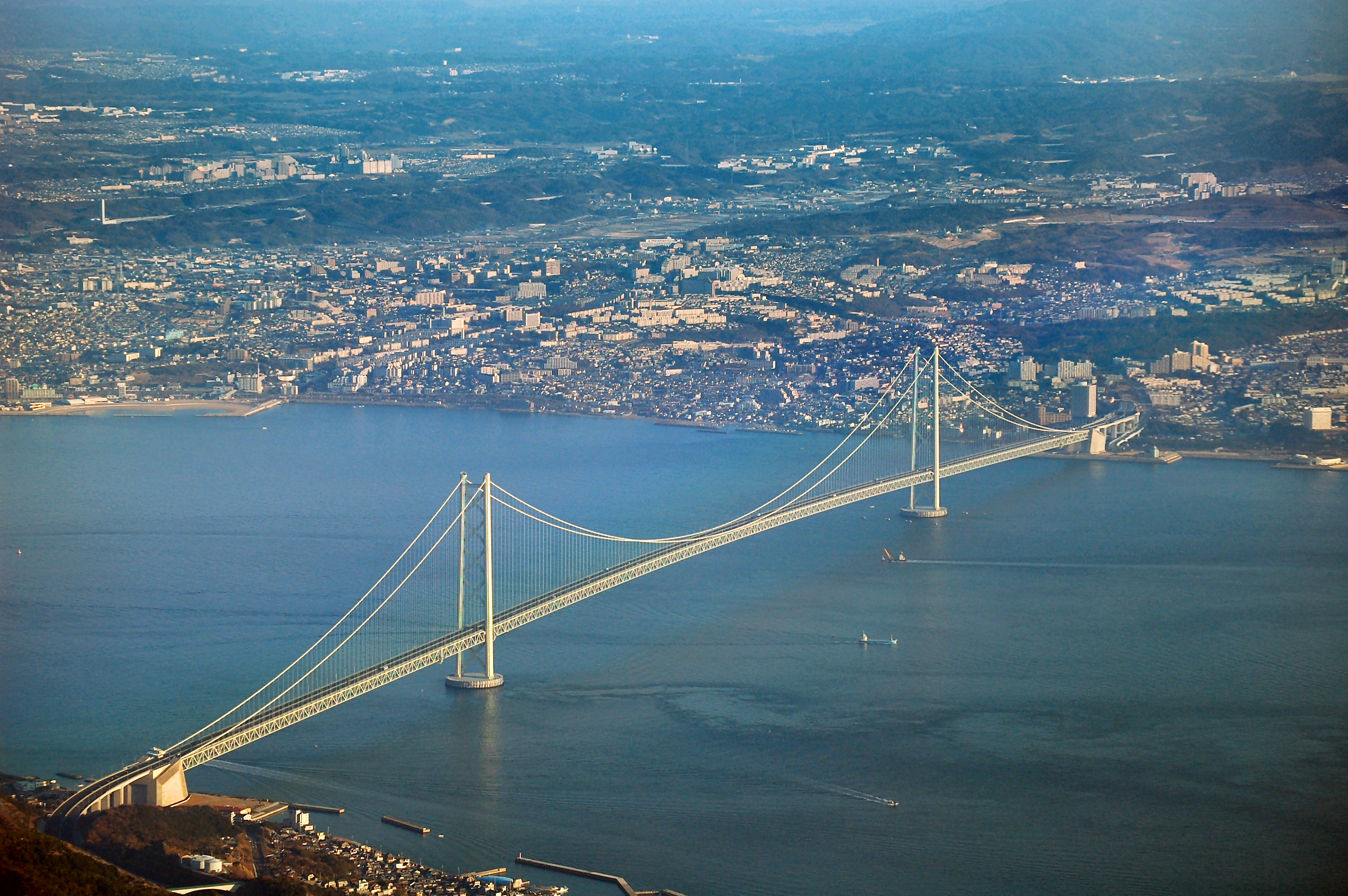
El pont d'Akashi-Kaikyo té actualment el rècord de llargada de la llum central

Un pont penjant o suspès és un pont sostingut per un arc invertit format per una sèrie de cables d'acer, del qual se suspèn el tauler del pont mitjançant tirants verticals. D'aquesta mena de ponts hi ha exemples des de l'antiguitat. A través dels segles, amb la introducció i millora dels materials de construcció, la capacitat d'aquests ponts ha augmentat i avui poden suportar el trànsit rodat i fins i tot línies de ferrocarril lleugeres.

## Història

### Precursors
Els primers ponts penjants van ser ponts de cordes penjades a través d'un abisme, amb un tauler possiblement en el mateix nivell o penjat per sota de les cordes, de manera que la corda adoptava la forma de catenària.
El sant tibetà i constructor de ponts Thangtong Gyalpo va originar l'ús de cadenes de ferro en la seva versió de ponts penjants simples. El 1433, Gyalpo va construir vuit ponts a l'est de Bhutan. L'últim pont supervivent de cadenes de Gyalpo va ser el pont Thangtong Gyalpo a Duksum, en ruta cap a Trashi Yangtse, que finalment va ser arrasat en 2004. Els ponts de cadena de ferro de Gyalpo no incloïen un pont suspès amb tauler que és l'estàndard en tots els ponts penjants moderns de l'actualitat. En canvi, tant la barana com la plataforma per caminar dels ponts de Gyalpo utilitzaven cables. Els punts de tensió que portava la guies estaven reforçats per les cadenes de ferro. Abans de l'ús de les cadenes de ferro, es creu que Gyalpo hauria utilitzat cordes de salzes retorçades o de pells de iac. És possible que també s'hagi utilitzat draps atapeïts.
En les civilitzacions asiàtiques, americanes o africanes, el pont penjant va ser un primerenc mitjà tradicional de franquejament d'obstacles, principalment a les regions muntanyenques on es presentava la dificultat de travessar gorgues profundes. Així, s'estima que al segle xvi, a l'arribada dels espanyols, hi havia més de 200 ponts penjants inques, peces angulars de la vasta xarxa de camins de l'imperi americà. Arriben habitualment els 50 metres de longitud, probablement més, bastant més que l'arc de fàbrica europeu de l'època. Només l'aparició de l'estructura metàl·lica permetrà superar aquesta distància sense pilars intermedis. Si els inques van ser l'única civilització americana que va desenvolupar aquest tipus de ponts penjants, ja existien en altres cultures de les regions muntanyenques del món, en l'Himàlaia i a l'antiga Xina. A la Xina es construïen ponts penjants amb cadenes d'acer en el segle III aC, però l'habitual és que aquests antics ponts estiguessin composts en la seva majoria de lianes i amb un tauler de fusta, la qual cosa permetia el pas de càrregues modestes amb una estructura de pont lleuger.
Des de 1595, hi ha una representació d'un pont penjant sobre cadenes que apareix a l'obra de Fausto Verancio Machinae Novae (Venècia, 1595).

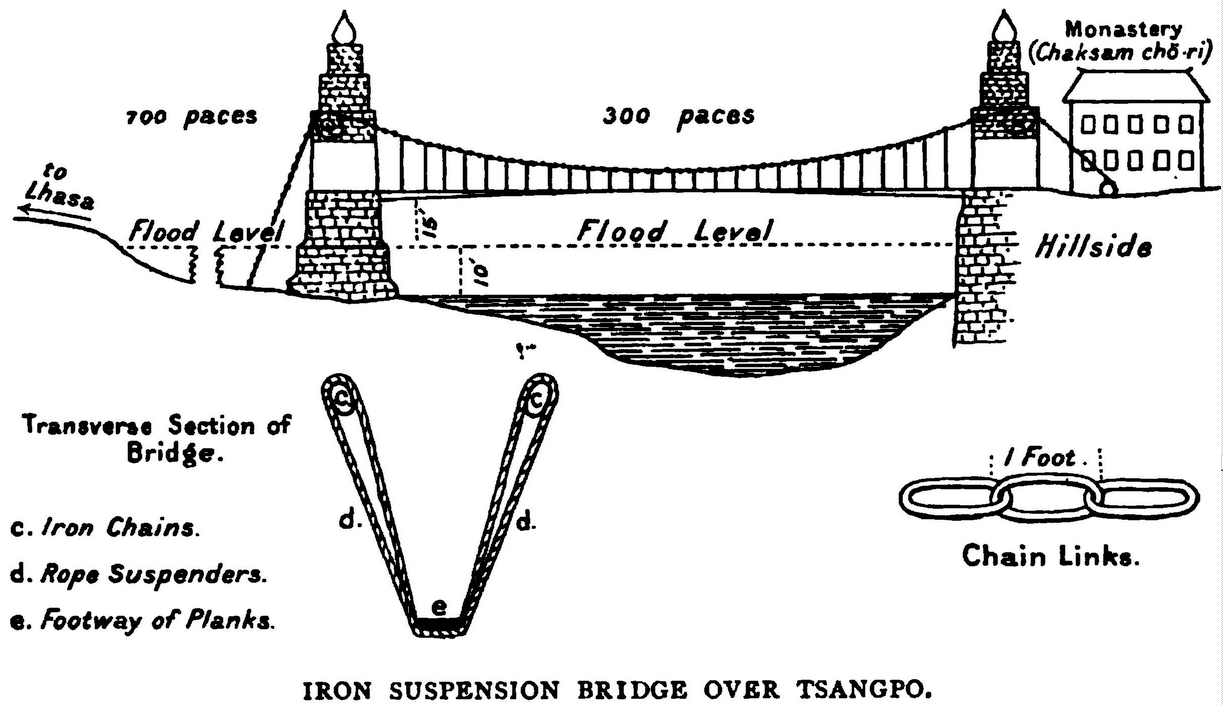
Dibuix del pont Chaksam construït en 1430 al Tibet, al sud de Lhasa, amb llargues cadenes suspeses entre torres, i cordes verticals que suportaven el pes d'una vorera entaulada a sota.
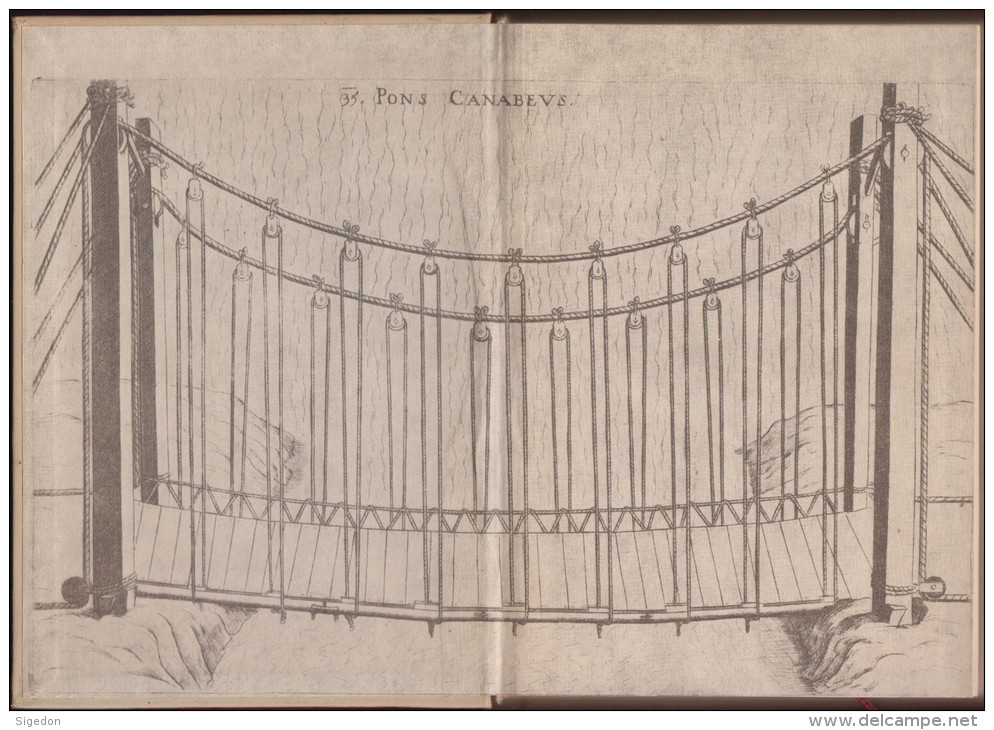
Primer dibuix d'un pont penjant, de Fausto Veranzio, ca. 1595/1616.
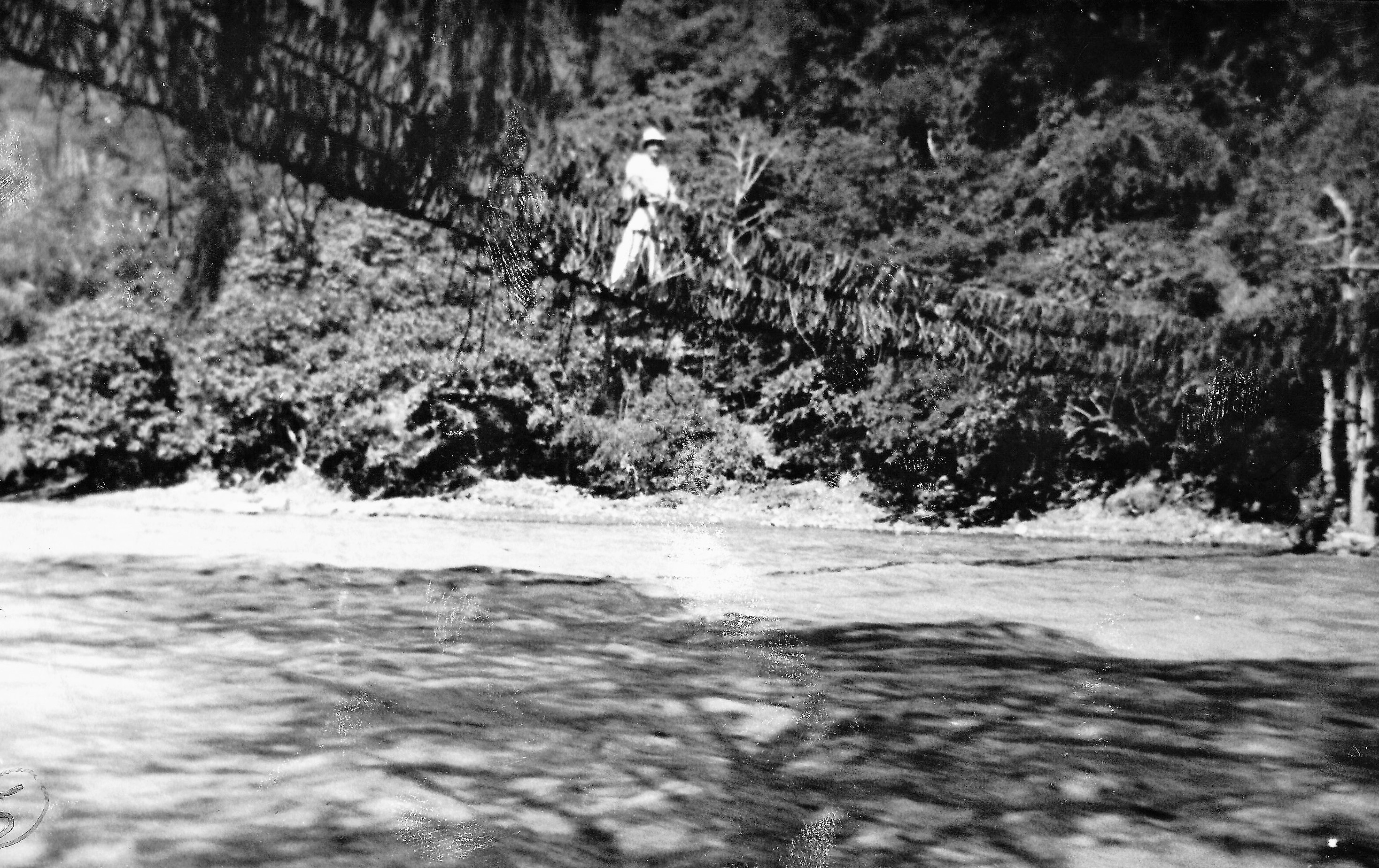
Pont penjant sobre el riu Cuanana (1952), municipi de Yosondúa, Oaxaca, Mèxic.

### Ponts de cadenes
Però la història diu que on va néixer el pont penjant modern va ser a Amèrica. Un jutge i inventor, James Finley, va tenir la idea d'un pont suspès amb cadenes de ferro forjat. El pont del rierol Jacob es va completar en 1802, en el comtat de Westmoreland, a l'oest de Pennsilvània. El pont de Finley va ser el primer a incorporar tots els components necessaris d'un modern pont penjant, inclosa una plataforma suspesa que penjava de tirants. Finley, donat l'èxit d'aquesta fórmula que permetia erigir un pont amb pocs costos i fàcil de construir, va presentar una patent del seu disseny en 1808, i ho va publicar en el diari de Filadèlfia, The Port Folio, en 1810. Una primera generació de ponts va veure la llum a partir de 1810. La llum que franquejava era d'entre 15 i 50 metres com a màxim. Però l'ús d'aquests ponts va manifestar aviat el problema de l'oscil·lació: el pont entrava fàcilment en ressonància, i la pressió que s'exercia sobre les cadenes les feia cedir. En realitat, l'experiència dels Estats Units en l'enginyeria i en la qualitat del ferro forjat era poc fiable. El desenvolupament dels ponts va quedar limitat en grandària i en càrrega i molts accidents van interrompre l'èxit naixent del pont penjant, ja que el trencament d'una sola baula suposava el trencament del tensor.
La tècnica de seguida va creuar l'Atlàntic per trobar nous seguidors entre els britànics, que tenien un important desenvolupament de la metal·lúrgia. Les cadenes es van millorar considerablement i els plans ponts penjants es van tornar molt ambiciosos. Els primers ponts britànics van ser construïts al voltant de 1815 i les seves dimensions no van parar de créixer: el pont Dryburgh Abbey (1817), de 137 m, i el pont Union (1820). En 1826, el famós enginyer Thomas Telford va construir el pont penjant de Menai, de 125 m de llum, que permetia el pas sota de vaixells de vela i va ser «el primer pont penjant modern important». Era en aquest moment el pont més gran al món, ja que la majoria dels ponts de l'època tenien entre 70 i 100 m d'obertura. Altres ponts destacats van ser el de Conwy (1826), al nord del País de Gal·les, i el primer pont d'Hammersmith (1827), a la zona oest de Londres. El pont penjant de Clifton (dissenyat en 1831, acabat en 1864 amb un tram central de 214 m) és un dels més llargs del tipus de cadena d'arc parabòlica. L'actual pont penjant de Marlow va ser dissenyat per William Tierney Clark i va ser construït entre 1829 i 1832, substituint a un pont de fusta aigües avall que es va esfondrar en 1828. És l'únic pont penjant a través del Tàmesi en zones no marejals. El pont penjant era l'única manera de salvar aquestes llums, i es va convertir en un monument a la glòria del progrés en plena revolució industrial europea.
Va ser precisament aquest desenvolupament europeu el que va exportar el pont penjant a la part continental. A França, la tecnologia es va conèixer gràcies a l'apologia expressada en els periòdics britànics. Es va dur a terme en 1821, sense èxit, una missió d'estudi de Ponts et Chaussées. Els francesos tenien un dels rius més difícils de creuar del moment: el Roine, amb només tres ponts fixos entre Lió i l'estuari de l'època, incloent el danyat pont d'Avinyó. De fet, el riu era, i és, ample, molt cabalós i sense disminució notable ja que s'alimentava del desglaç. Sense temporada seca, era impossible construir les pilones d'acord amb els mètodes provats. La companyia Seguin Frères (Annonay, Ardecha), dirigida per Marc Seguin, va proposar en 1822 un projecte innovador: el pont penjant de Tournon. L'empresa va entendre ràpidament que a França no era possible un pont penjant convencional a causa de la mala qualitat de les cadenes. Va intentar llavors reemplaçar-les amb manats de cables de ferro. Aquest va ser el naixement del cable. Després de diverses proves i d'una negativa de Ponts et Chaussées, el projecte va ser finalment acceptat. A la innovació dels cables es va afegir l'ús del formigó hidràulic per als fonaments, del formigó armat (25 anys abans de la primera patent) per a les superestructures i d'elements de reforç rigiditzants del tauler de fusta. El pont penjant va prendre la seva forma moderna.

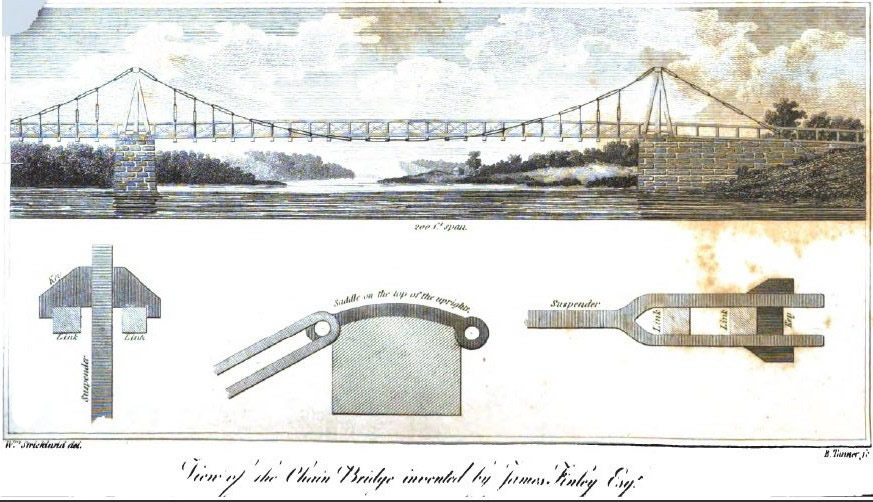
«View of the Chain Bridge invented by James Finley Esq.» [Vista del pont Chain inventat per James Finley Esqr.] (1810), gravat de William Strickland, publicat en un article del diari de Philadelphie i New York, The Port Folio, al juny de 1810.
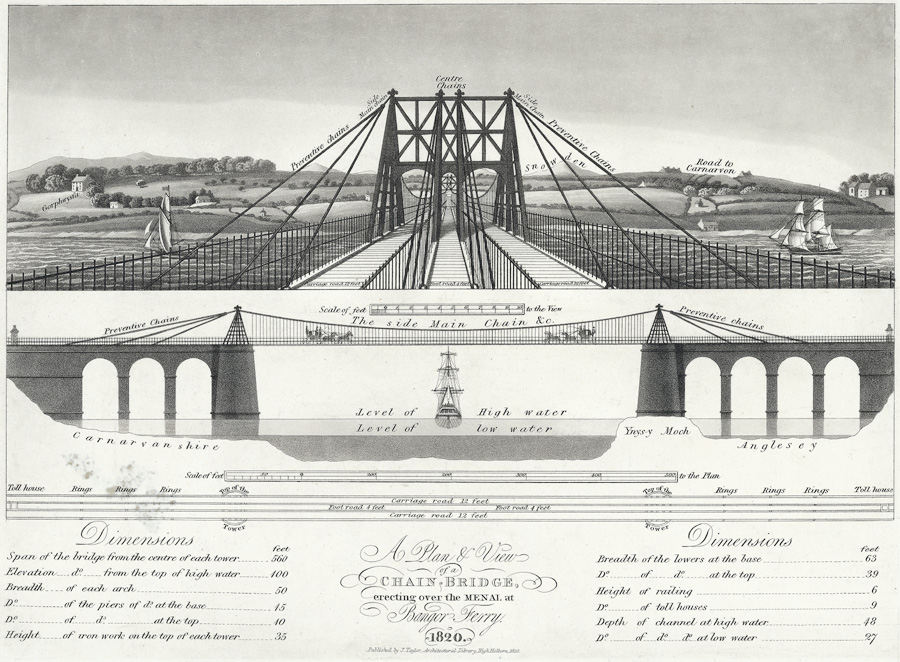
Una proposta primerenca per al pont de cadena sobre l'estret de Menai prop de Bangor, Gal·les, completat en 1826.
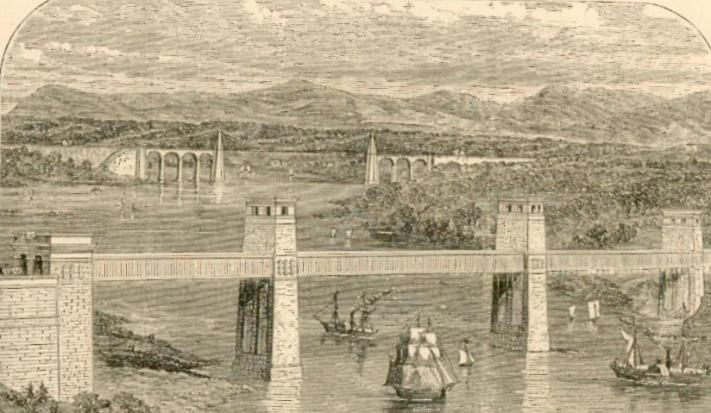
Al fons, pont penjant de Menai (Thomas Telford, 1826). En primer pla, pont tubular Britannia (Robert Stephenson, 1850). Vista ca. 1850.
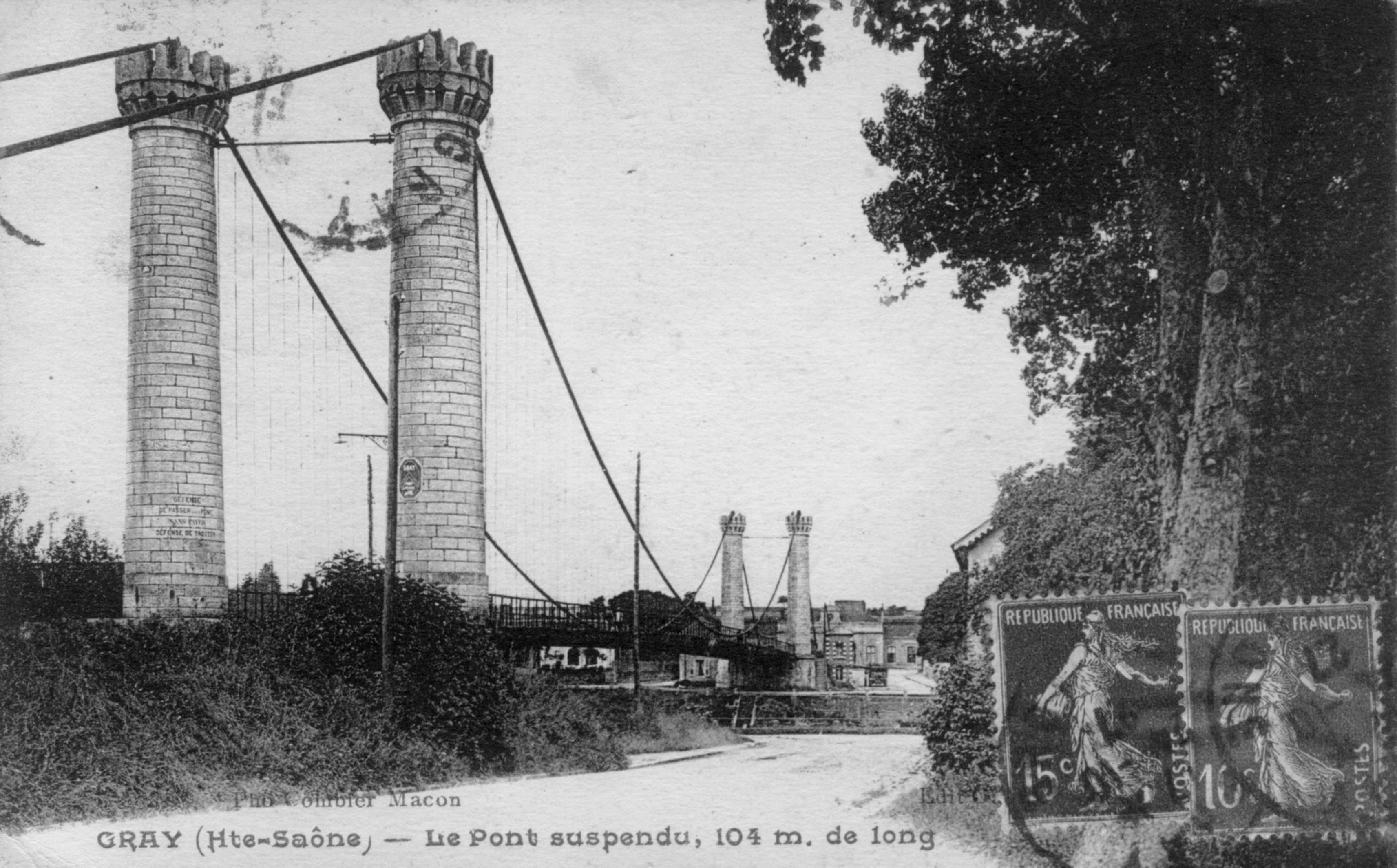
Gray: el pont penjant (104 m de llarg).

El primer pont de cadenes en el continent europeu va ser el pont de les Cadenes a Nuremberg, Alemanya. El pont de cadena Széchenyi, que travessa el riu Danubi a Budapest, també va ser dissenyat per William Clark i és una versió a major escala del pont Marlow.
En 1823 es va construir a Ginebra la passarel·la de Saint-Antoine i des de 1832, a Friburg el grand pont suspendu els cables de la qual de filferro trefilatge de 87 quilos, i utilitzats a 27 quilos de tensió de trencament (fils paral·lels), va permetre que s'aconseguís una llum de 273 m. Es van construir així molts ponts lleugers: Bercy i Constantine, a París (101 m), Gray, Châteaulin, La Roche-Bernard... però aquests ponts es movien molt i per això havien de limitar-se les càrregues de tràfic. Van sofrir un eclipsi a França fins a l'aparició de la biga rígida, que permetia realitzar obres comparables als ponts en fusteria.
En 1832, Henri Navier ja va establir les primeres regles per al càlcul dels ponts penjants. Malgrat l'èxit que suposaven van començar a aparèixer problemes. En 1831 un regiment de soldats que desfilaven sobre el pont de Broughton al Regne Unit va fer entrar al pont en vibració, a causa del pas acompassat de la desfilada, la qual cosa va provocar el seu trencament. Per desgràcia en 1851 es va tornar a repetir un desastre similar a França, en el pont d'Angers, on van morir 200 soldats. Els enginyers francesos no van tornar a construir un pont penjant fins a 1871, i encara avui a Europa existeix tendència a evitar construir-los. A Amèrica no va anar així, els ponts penjants van tenir molt èxit. En 1842 es va completar el pont de cables de Fairmount a Filadèlfia amb una llum de 109 m. A la fi del segle xix Estats Units havia perfeccionat la construcció del pont penjant fins a aconseguir les enormes dimensions actuals. En 1866, el pont de Roebling sobre el riu Ohio tenia 322 m de llum, en 1869 est és superat pel pont del Niagara amb 386 m, i en 1883 s'acaba el pont de Brooklyn amb 486,3 m.
D'aquesta forma també es va construir el pont de Clifton (1864). Una variació interessant és el Ferri Bridge en Burton-on-Trent, Staffordshire (1889), de Thornewill and Warham, en el qual les cadenes no estaven unides als contraforts, com era habitual, sinó que estaven unides a les bigues principals, que quedaven així comprimides. Aquí les cadenes eren de plaques planes de ferro forjat, de vuit polzades (203 mm) d'ample per una polzada i mitjana (38 mm) d'espessor, reblades juntes.

### Cables de filferro
El primer pont penjant de cables de filferro va ser el pont Spider en Falls of Schuylkill (1816), una passarel·la modesta i temporal construïda després del col·lapse del proper pont Chain Falls of Schuylkill (1808) de James Finley. L'obertura de la passarel·la era de 124 m, encara que el seu tauler tenia solament 0,45 m d'ample.
El desenvolupament dels ponts penjants de cable de filferro data del pont penjant simple temporal a Annonay construït per Marc Seguin i els seus germans en 1822. S'estenia solament 18 m. El primer pont penjant de cable permanent va ser el pont Saint Antoine de Guillaume Henri Dufour en Ginebra de 1823, amb dues llums de 40 m. El primer amb cables muntats a l'aire segons el mètode modern va ser el Gran Pont penjant de Joseph Chaley a Friburg, en 1834.
Als Estats Units, el primer gran pont penjant de cables de filferro va ser el pont de Fairmount a Filadèlfia, Pennsilvània. Dissenyat per Charles Ellet, Jr. i completat el 1842, tenia una llum de 109 m. El pont penjant de les cataractes del Niàgara d'Ellet (1847-1848) mai no va ser acabat. Va servir com a bastida per al pont de dos pisos, ferroviari i carreter, de John A. Roebling (1855).
El pont Otto Beit (1938-1939) va ser el primer pont penjant modern fora dels Estats Units construït amb cables paral·lels.

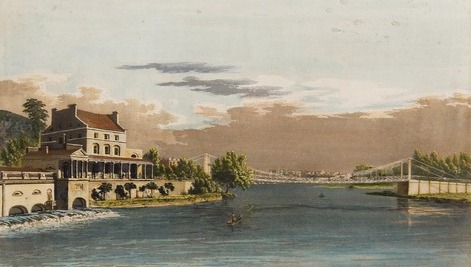
Wire Bridge at Fairmount (1842, reemplaçat el 1874).
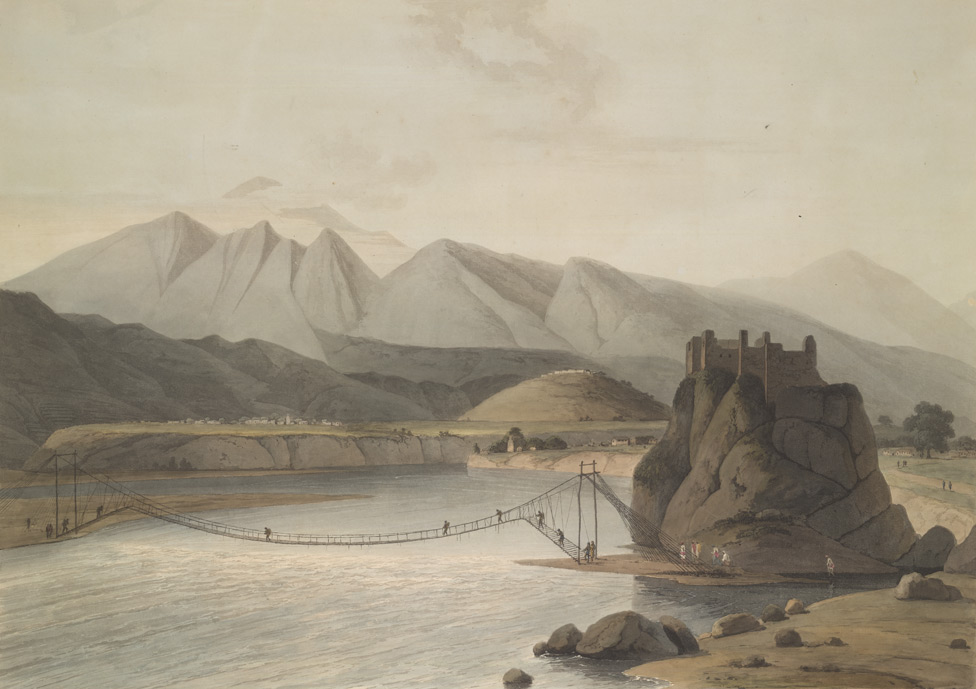
Pont penjant a Srinagar, del segle xix.
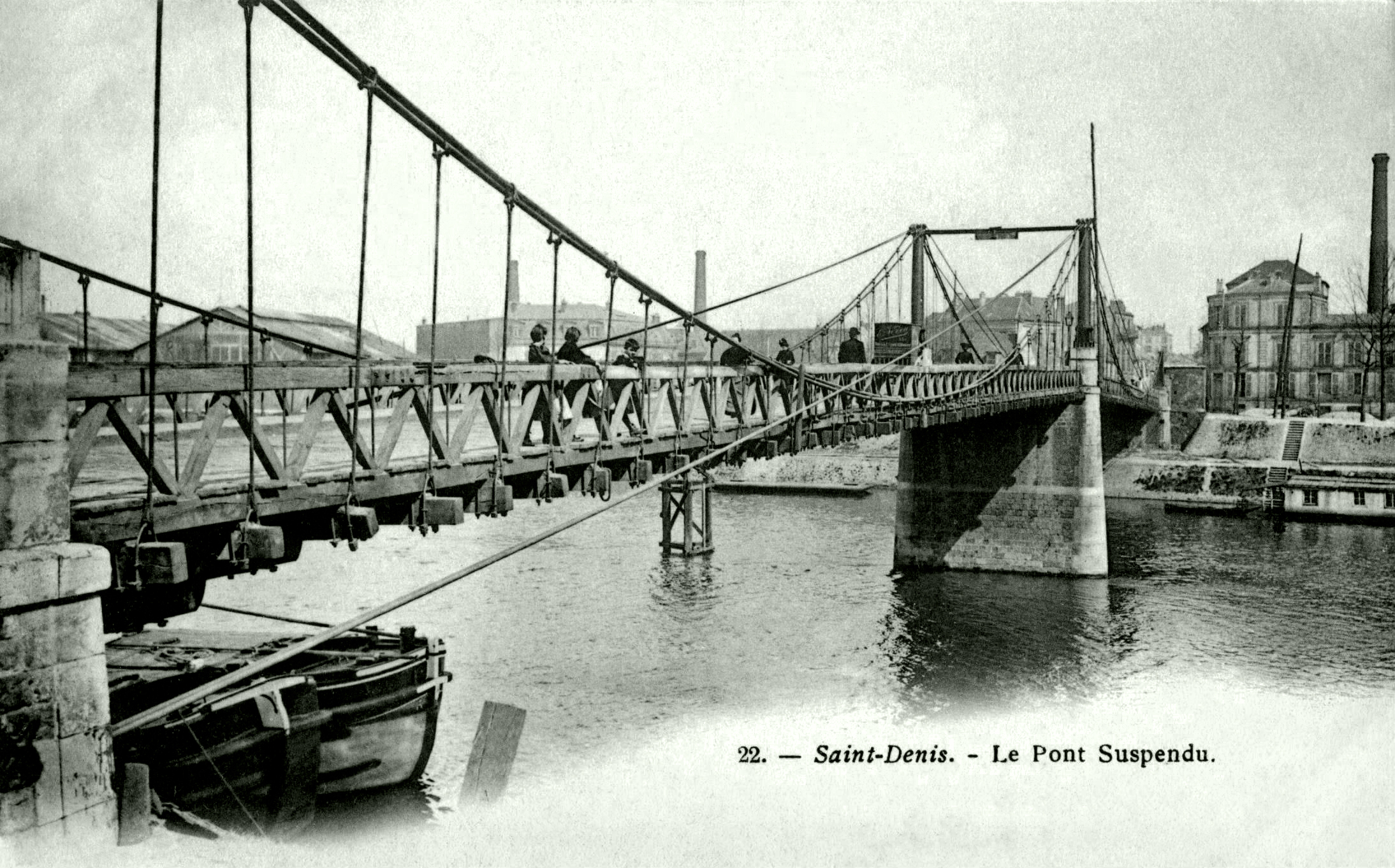
Pont penjant al Sena que uneix Saint-Denis i Île Saint-Denis (1844), construït per Marc Seguin i germans, reemplaçat pel pont Formigé el 1905.
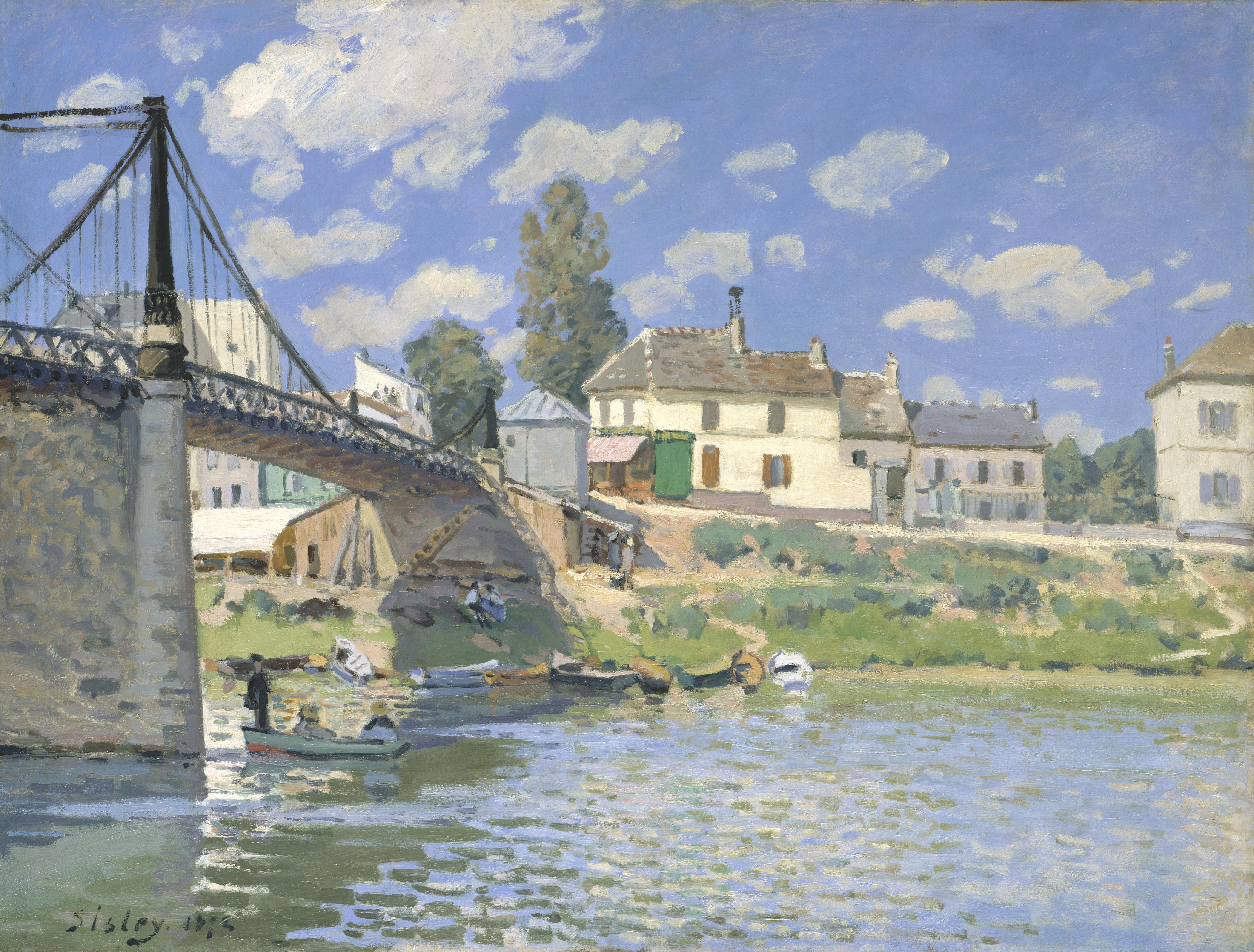
Pont de Villeneuve-la-Garenne (1844), pintat el 1872 per Alfred Sisley.

D'acord amb un primer recompte, durant el segle xix, es van construir uns quatre-cents ponts, una gran majoria entre 1825 i 1850. Molts d'aquests encara romanen en ús.
A principis de segle xx el pont penjant ja dominava àmpliament les grans llums i des de llavors s'han construït ponts penjants per tot el món. El 1931 es va superar per primera vegada el quilòmetre en una sola obertura en el pont George Washington, als Estats Units. El 1937 es va acabar el famós pont Golden Gate amb una obertura de 1.280 m, un pont que va conservar el rècord de major llum fins a 1964. En l'actualitat hi ha ja 10 ponts que superen en llum el Golden Gate, des de 2012 el de major llum és el Gran Pont d'Akashi Kaikyō amb una longitud total de 3.911 m i una llum màxima de 1.991 m (1,55 vegades més que la del Golden Gate). Si ben els projectes de grans ponts penjants són difícils de finançar, els avantatges econòmics que suposen per a una regió han fet que se continuen plantejant nous ponts, cada vegada més grans, com el pont de l'estret de Messina que permetria unir Sicília amb el continent amb una obertura de més de tres quilòmetres. D'altra banda l'èxit de projectes de túnels baix estrets com el Eurotúnel o el túnel Seikan han fet replantejar-se grans projectes de ponts com el pont de Gibraltar. En altres casos s'han adoptat solucions híbrides (pont i túnel) com és el pont d'Oresund amb excel·lents resultats per a la navegació marítima i el trànsit rodat. En l'actualitat el pont penjant és una opció usual per a obertures superiors als 500 m, i pràcticament l'única solució possible per a obertures superiors al quilòmetre, i quan sigui perillós per al tràfic marítim afegir suports centrals temporals o permanents, o no sigui viable afegir tals suports centrals.
El disseny actual dels ponts penjants va ser desenvolupat a començaments del segle xix. Els primers exemples inclouen els ponts de Menai i Cowny (posats en funcionament el 1826) al nord del país de Gal·les i el primer pont Hammersmith (1827) a la zona oest de Londres. De llavors ençà ponts penjants han estat construïts al llarg de tot el món. Aquesta tipologia de pont és pràcticament l'única solució possible per a salvar grans llums (distàncies superiors a un quilòmetre), per exemple, quan sigui perillós per al trànsit marítim afegir suports centrals temporals o permanents, o no sigui viable afegir suports centrals. En l'actualitat, el pont amb més llum central és el Pont Akashi-Kaikyo, al Japó, que fa gairebé dos quilòmetres. Hi ha un projecte, el pont de l'estret de Messina, que uniria aquesta zona amb un pont d'obertura superior als tres quilòmetres.

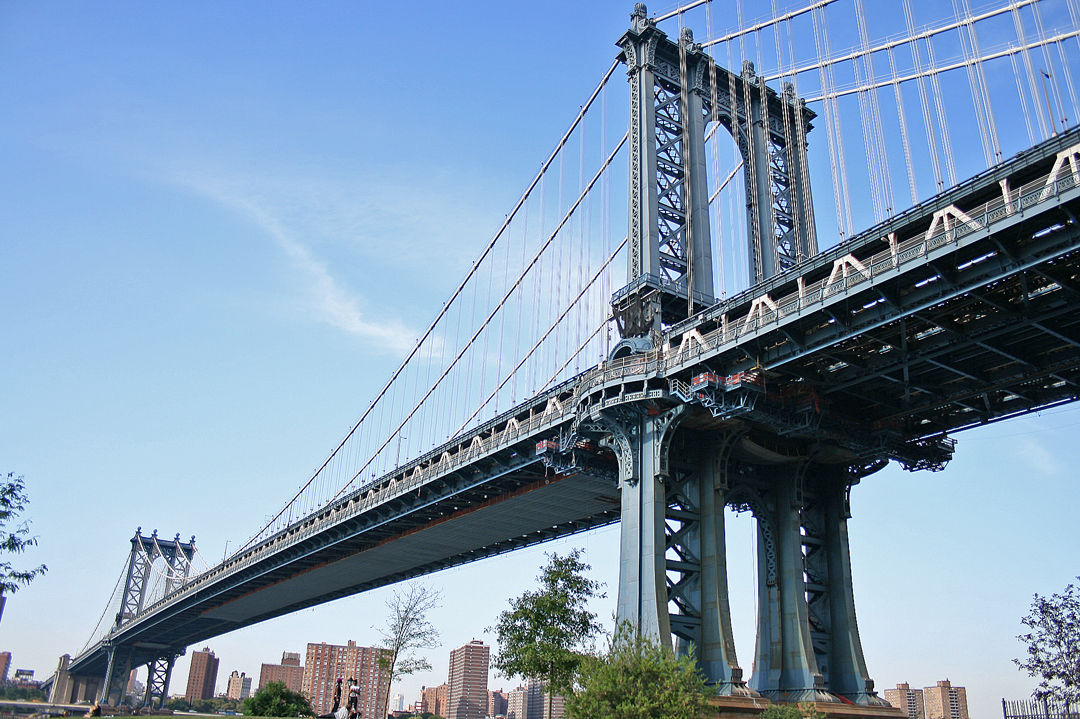
El pont de Manhattan (1909), que connecta Manhattan i Brooklyn a la ciutat de Nova York, es considera el precursor dels moderns ponts penjants; el seu disseny va servir com a model per a molts dels ponts penjants de llarg abast a tot el món.
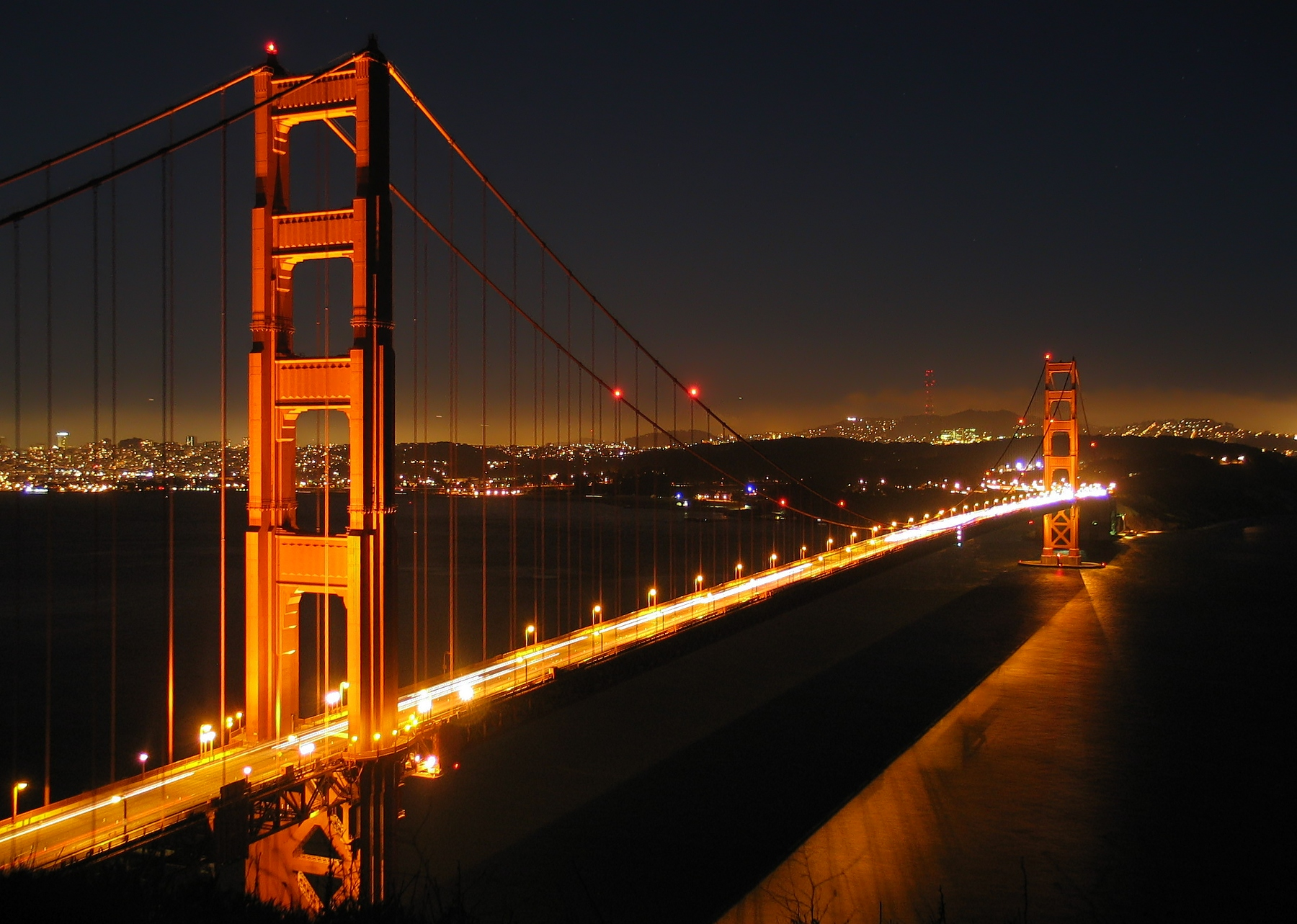
El pont Golden Gate és un dels grans ponts més famosos del món. Acabat en 1937, el pont no només va ser pioner per l'enginyeria, també ho va ser per les mesures de seguretat com a xarxes per a evitar caigudes i suïcidis.

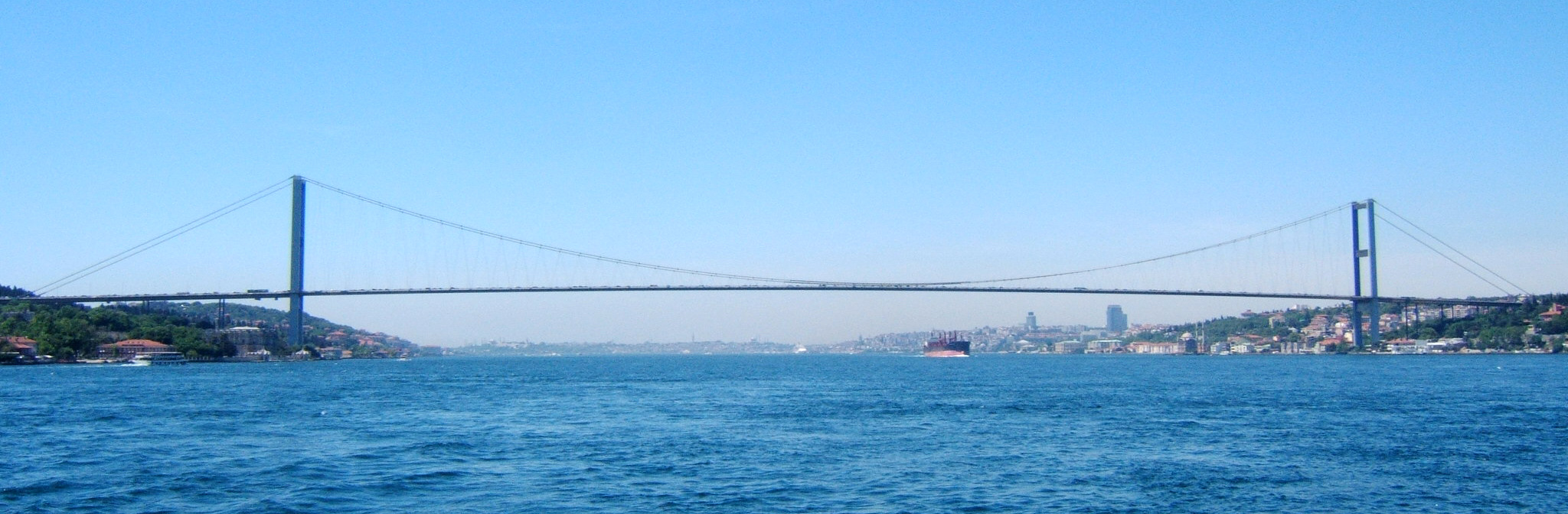
El pont del Bòsfor, a Estambul.

## Avantatges

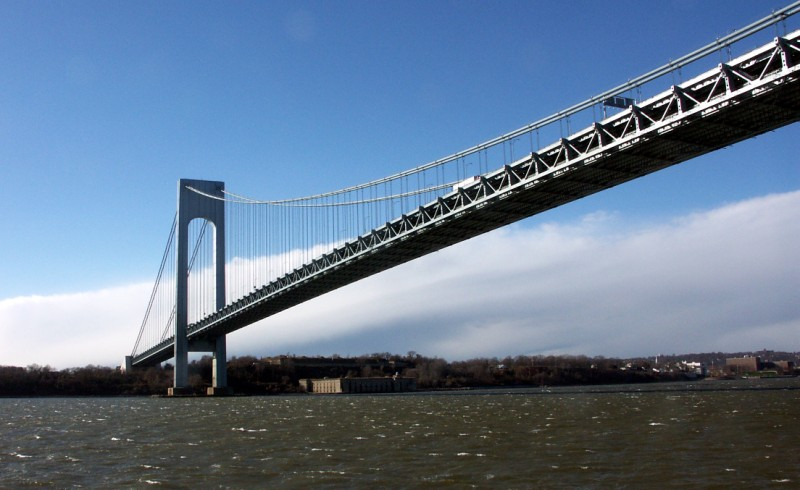
Pont Verrazano Narrows a Nova York, va succeir el Golden Gate com a pont amb l'obertura més gran del món

- L'obertura central pot ser molt llarga amb relació a la quantitat de material emprat, la qual cosa permet de travessar vies d'aigua molt amples.
- Poden tenir la plataforma a gran altura, cosa que permet el pas de vaixells molt alts.
- No es necessiten suports centrals durant la construcció i, per tant, es poden construir sobre profunds cursos d'aigua molt concorreguts pel trànsit marítim o d'aigües molt turbulentes.
- Essent relativament flexibles, es poden doblegar sota vents severs i terratrèmols, on un pont més rígid hauria de ser més fort i dur.

## Inconvenients
- A falta de rigidesa els ponts es poden tornar intransitable en condicions de forts vents o turbulències i cal tancar-les temporalment al trànsit. Aquesta manca de rigidesa dificulta molt el manteniment de vies ferroviàries.
- Sota grans càrregues de vent, les torres exerceixen un gran moment (força en sentit corb) a terra, i requereixen una gran fonamentació quan es treballa en sòls febles, la qual cosa és molt cara.

## Tipus de suspensió
La suspensió en els ponts més antics es pot fer per cadenes o barres enllaçades (per exemple, el Pont de les Cadenes de Budapest) però els ponts moderns tenen múltiples cables d'acer trenat. Això és per a obtenir més redundància, uns pocs cables amb defectes o fallades entre els centenars que formen el cable principal són una petita amenaça, mentre que una sola baula o barra en mal estat o amb defectes pot eliminar el marge de qualitat o tirar avall l'estructura.

## Tipus de taulers en els ponts penjants

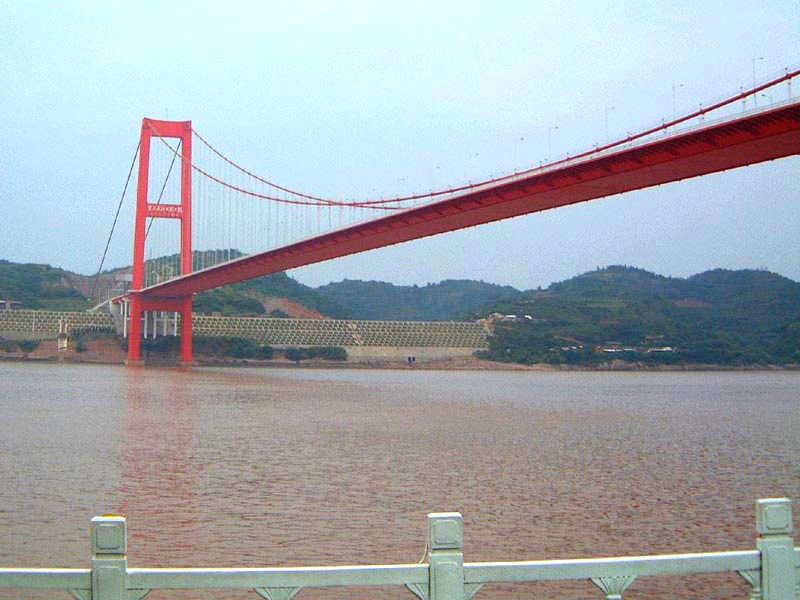
Observeu que prima que és la pista d'aquest pont sobre el Yangtze a la Xina

La majoria dels ponts penjants fan servir estructures d'acer reticulades per suportar la carretera. Recents desenvolupaments en aerodinàmica de ponts han permès d'introduir-hi estructures de plataforma. A la il·lustració de la dreta es nota la forma molt aguda a la vora i el pendent a la part inferior del tauler. Això possibilita aquesta construcció sense el perill que es generin remolins d'aire que facin retorçar al pont com va passar amb el pont de Tacoma Narrows.

## Altres aplicacions del tipus d'estructura
Els principis de suspensió dels grans ponts poden també servir per a obres més modestes. La suspensió amb cables lleugers pot servir com una solució menys cara i més elegant per ponts de pedestres que suportar mitjançant un gran enreixat. On un pont uneix dos edificis pròxims no hi cal construir torres i els mateixos edificis poden sostenir els cables. La suspensió amb cables pot ser també augmentada amb la inherent rigiditat d'una estructura que té molt en comú amb un pont tubular.